# Niżynśke (obwód czernihowski)
Niżynśke (ukr. Ніжинське, do 2016 Hryhoro-Iwaniwka, ukr. Григоро-Іванівка) – wieś na Ukrainie, w obwodzie czernihowskim, w rejonie niżyńskim, w hromadzie Tałałajiwka. W 2001 liczyła 1181 mieszkańców, spośród których 1163 wskazało jako ojczysty język ukraiński, 17 rosyjski, a 1 inny.